# Ligusticum mucronatum
Ligusticum mucronatum är en flockblommig växtart som först beskrevs av Alexander Gustav von Schrenk, och fick sitt nu gällande namn av Leute. Ligusticum mucronatum ingår i släktet strandlokor, och familjen flockblommiga växter. Inga underarter finns listade i Catalogue of Life.